# Ruppes
Ruppes este o comună franceză situată în departamentul Vosges, în regiunea Grand Est.

## Geografie
Satul își trage probabil numele de la pârâul care îl traversează: la Ruppe. Teritoriul său, puțin împădurit, se află într-o câmpie fertilă la o altitudine de 290 m.

### Comune limitrofe
| Clérey-la-Côte | Mont-l'Étroit (Meurthe-et-Moselle) | Punerot                 |
| Jubainville    |                                    |                         |
|                | Soulosse-sous-Saint-Élophe         | Martigny-les-Gerbonvaux |

### Hidrografie
Comuna este situată în bazinul hidrografic al râului Meuse, în cadrul bazinului. Ea este drenată de pârâul Rupe, pârâul Orge și pârâul Chaudrons.
Pârâul Rupe, cu o lungime totală de 12 km, își are izvorul în comuna Autreville și se varsă în râul Meuse la Sauvigny, după ce traversează cinci comune.

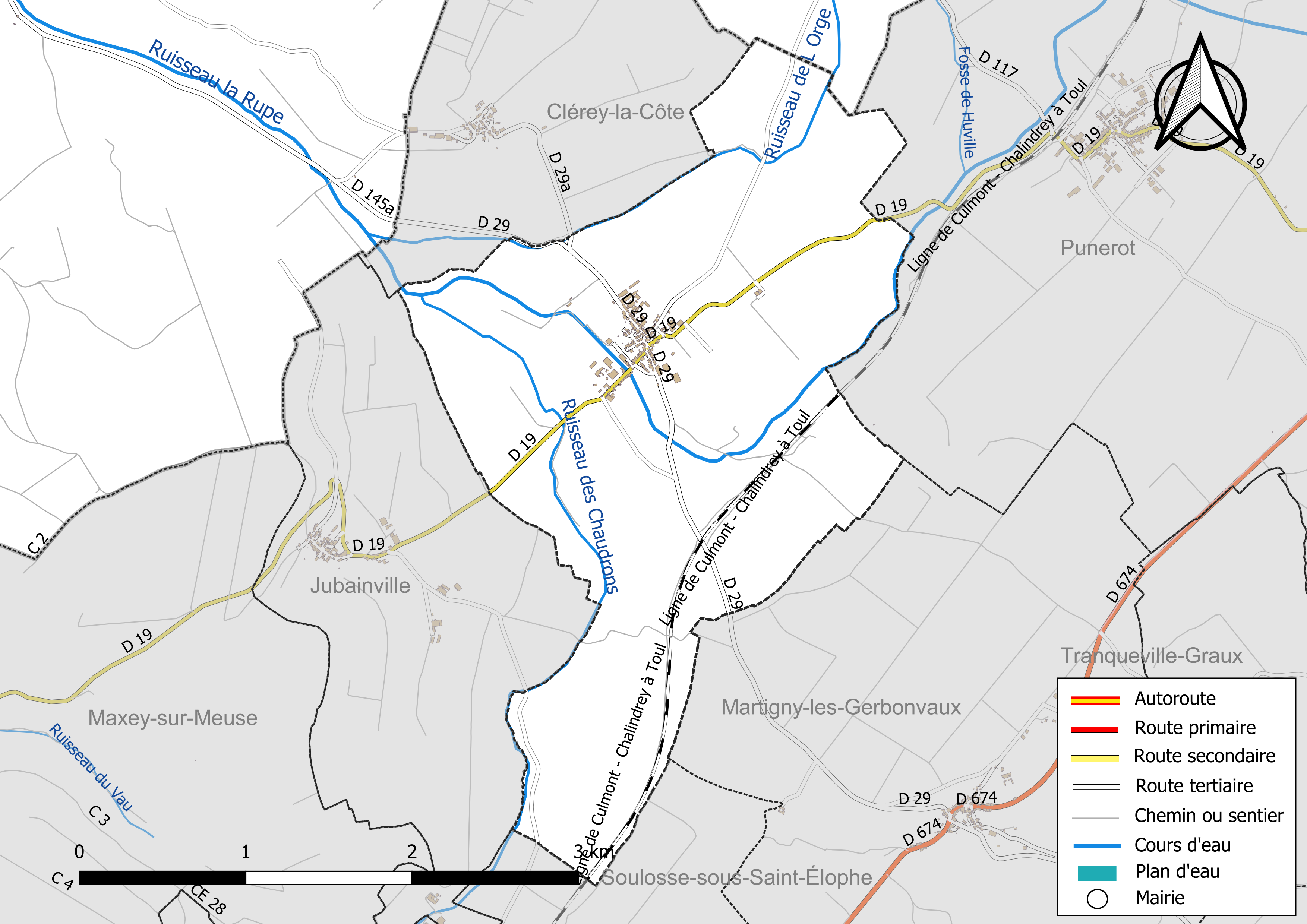
Rețelele hidrografice și rutiere Ruppes.

Calitatea apei și a cursurilor de apă poate fi consultată pe un site dedicat, gestionat de agențiile de apă și de Agenția Franceză pentru Biodiversitate.

### Clima
În 2010, clima comunei era de tip montan, conform unui studiu al Centrului Național de Cercetare Științifică (CNRS) pe baza unui set de date care acoperă perioada 1971-2000 bazat pe o serie de date din perioada 1971-2000. În 2020, Météo-France a publicat o tipologie a climatului pentru Franța metropolitană, în care comuna este caracterizată de un climat oceanic alterat și se află în regiunea climatică Lorena, platoul Langres și Morvan. Această zonă se distinge prin ierni aspre (1,5 °C), vânturi moderate și ceață frecventă în toamnă și iarnă.
Pentru perioada 1971-2000, temperatura medie anuală este de 9,6 °C, cu o amplitudine termică anuală de 16,7 °C. Cumulul anual mediu de precipitații este de 890 mm, cu 12,7 zile de precipitații în ianuarie și 9,2 zile în iulie. Pentru perioada 1991-2020, temperatura medie anuală observată la stația meteorologică Météo-France cea mai apropiată, „Rollainville”, situată în comuna Rollainville la 12 km în linie dreaptă, este de 10,3 °C și cumulul anual mediu de precipitații este de 860,3 mm. Temperatura maximă înregistrată la această stație este de 39,6 °C, atinsă pe 25 iulie 2019; temperatura minimă este de −18,2 °C, atinsă pe 20 decembrie 2009.
Parametrii climatici ai comunei au fost estimați pentru mijlocul secolului (2041-2070) conform diferitelor scenarii de emisie de gaze cu efect de seră, bazate pe noile proiecții climatice de referință DRIAS-2020. Aceștia pot fi consultați pe un site dedicat publicat de Météo-France în noiembrie 2022.

## Urbanism

### Tipologie
La 1 ianuarie 2024, Ruppes este clasificată drept comună rurală cu habitat dispersat, conform noii grile comunale de densitate în șapte niveluri, definită de INSEE (Institutul Național de Statistică și Studii Economice) în 2022. Ea este situată în afara unei unități urbane. De asemenea, comuna face parte din zona metropolitană a orașului Neufchâteau, fiind o comună din periferie. Această zonă, care cuprinde 72 de comune, este clasificată în categoriile de zone cu mai puțin de 50.000 de locuitori.

### Utilizarea terenului
Ocuparea terenurilor în comuna Ruppes, conform bazei de date europene privind ocuparea biogeografică a solurilor Corine Land Cover (CLC), este dominată de teritoriile agricole (85,8 % în 2018), o proporție identică cu cea din 1990 (85,8 %). Distribuția detaliată în 2018 este următoarea: pășuni (54,2 %), terenuri arabile (31,6 %), păduri (10,4 %) și zone urbanizate (3,8 %). Evoluția ocupării terenurilor în comună și a infrastructurilor sale poate fi observată pe diferitele reprezentări cartografice ale teritoriului: harta Cassini (secolul XVIII), harta de stat-major (1820-1866) și hărțile sau fotografiile aeriene ale IGN pentru perioada actuală (1950 până în prezent).

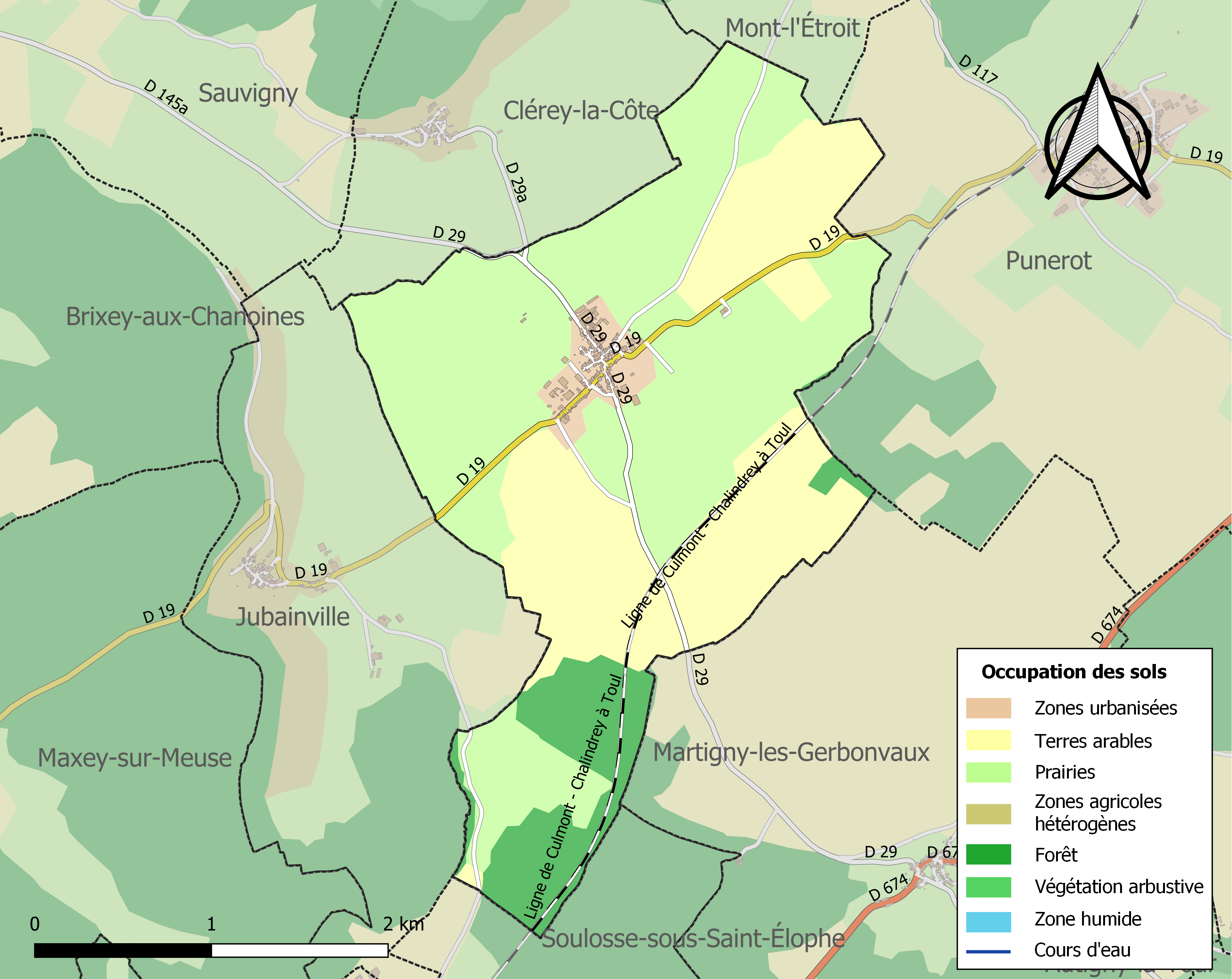
Harta infrastructurii și utilizării terenului a comunei în 2018 (CLC).

## Istorie
Reședință a unei baronii, Ruppes a devenit o prevoatură și a trecut sub controlul casei Beaufremont, apoi al casei Stainville. A devenit parte a Lorenei prin căsătoria Catherinei de Salm cu François de Vaudémont.
Parohia din Ruppes deținea, se pare, o biserică romană care a fost distrusă în timpul Războiului de Treizeci de Ani.
În 1790, Ruppes devine reședința unui canton care includea comunele Ruppes, Jubainville, Clérey, Martigny-les-Gerbonvaux, Harmonville, Autreville, Punerot, Graux, Maxey-sur-Meuse și Moncel-et-Happoncourt. Acest canton era parte a districtului Mouzon-Meuse, însă în 1801 a fost absorbit de cantonul Coussey.

## Populația și societatea

### Date demografice
Evoluția numărului de locuitori este cunoscută prin recensămintele populației efectuate în comuna respectivă începând din 1793. Pentru comunele cu mai puțin de 10 000 de locuitori, un recensământ al întregii populații este realizat la fiecare cinci ani, populațiile legale pentru anii intermediari fiind estimate prin interpolare sau extrapolare. Pentru comuna respectivă, primul recensământ exhaustiv în cadrul noului dispozitiv a fost realizat în 2007.
În 2021, comuna număra 142 locuitori, în creștere cu +4,41 % față de 2015 (Vosges: −31,91 %, Franța fără Mayotte: +1,84%).
| An        | 1793 | 1821 | 1841 | 1856 | 1876 | 1886 | 1901 | 1921 | 1936 | 1962 | 1982 | 2006 | 2015 | 2021 |
| --------- | ---- | ---- | ---- | ---- | ---- | ---- | ---- | ---- | ---- | ---- | ---- | ---- | ---- | ---- |
| Populație | 381  | 404  | 390  | 361  | 314  | 471  | 294  | 232  | 232  | 191  | 121  | 127  | 136  | 142  |

## Cultura și patrimoniul local

### Locuri si monumente
- Biserica Saint-Gengoult.
- Monumentul eroilor[30].

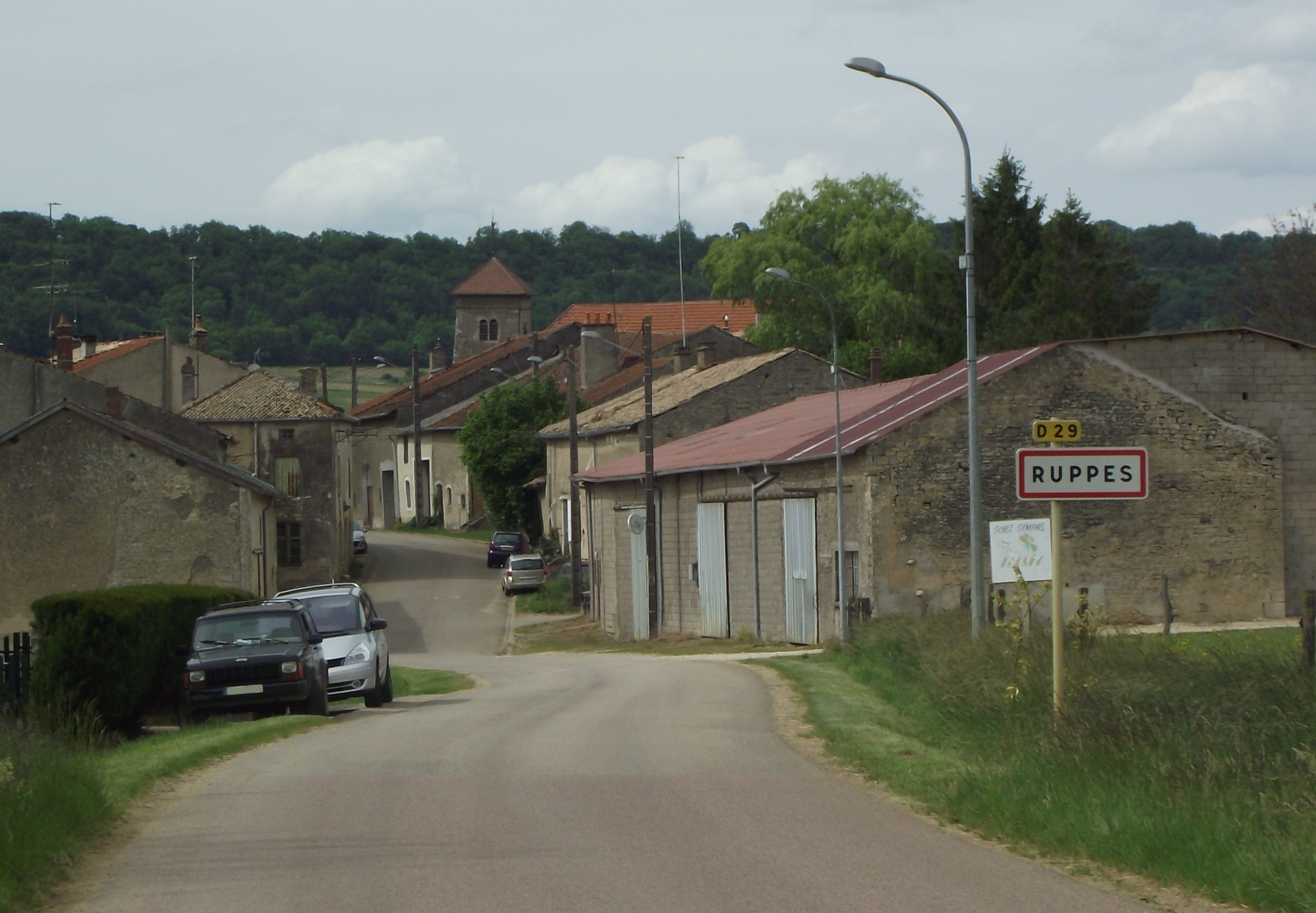
Intrarea în sat.
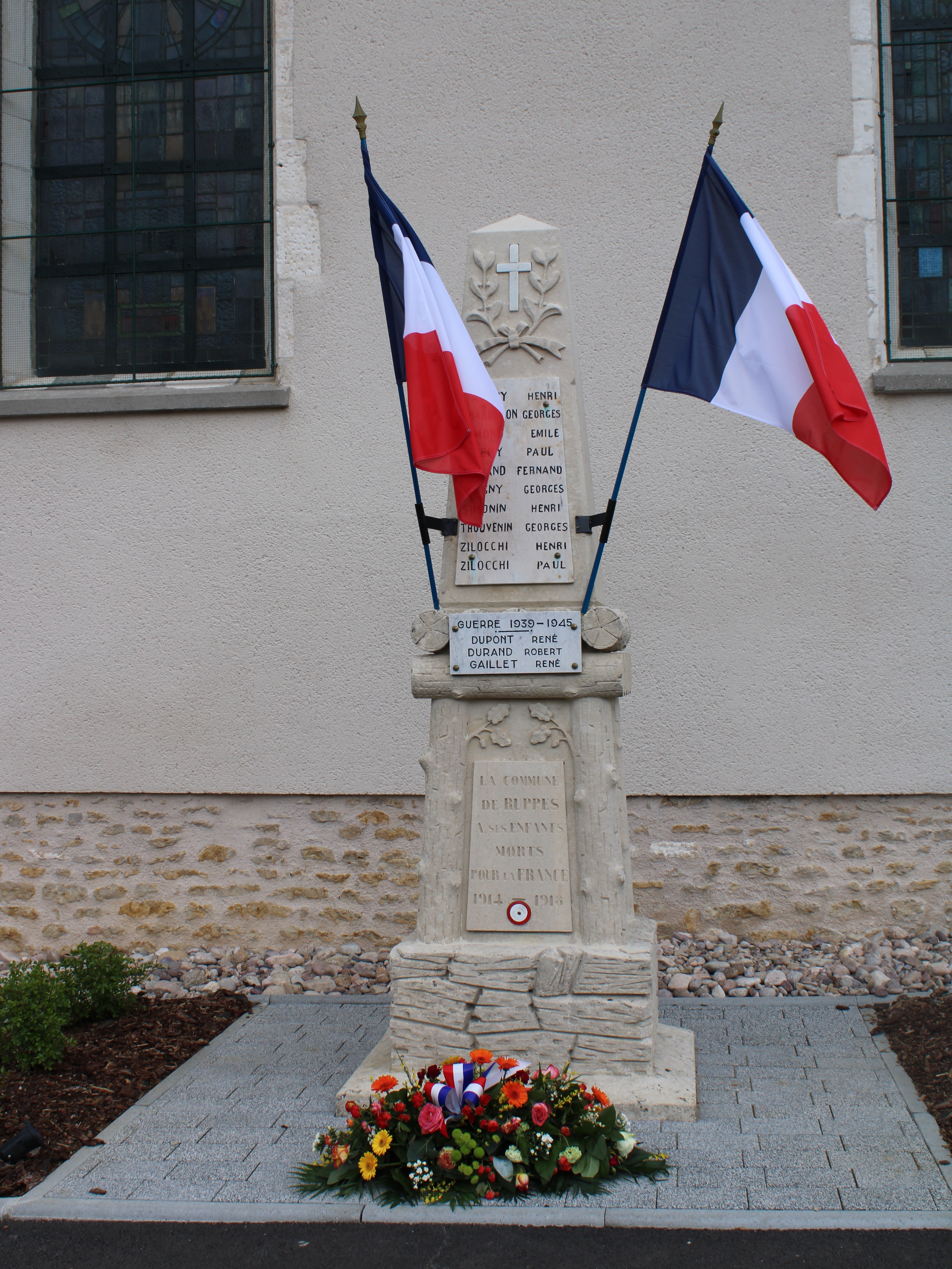
Monumentul eroilor.
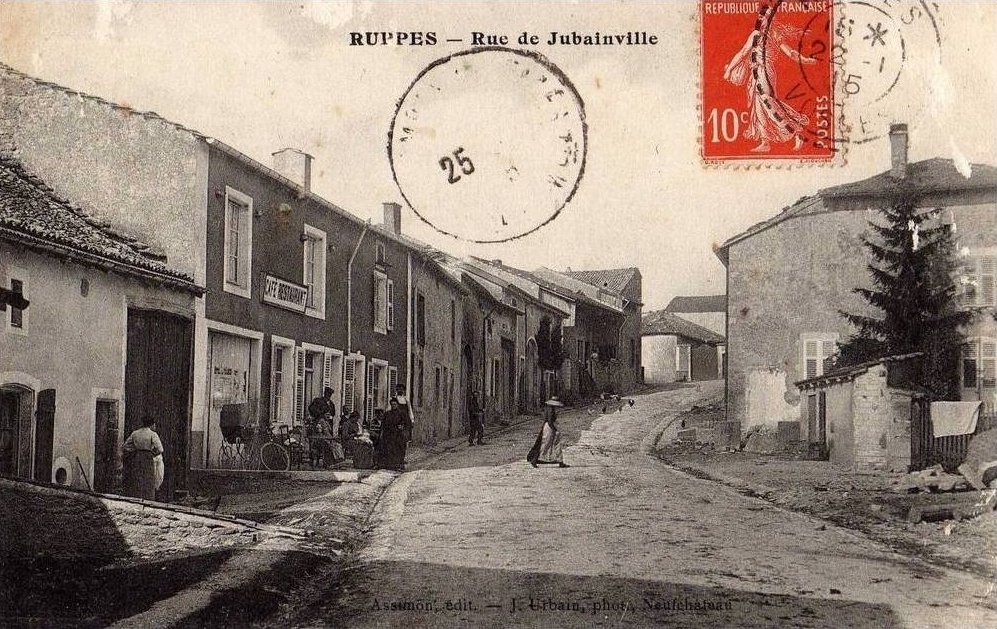
Imaginea satului Ruppes din 1915.
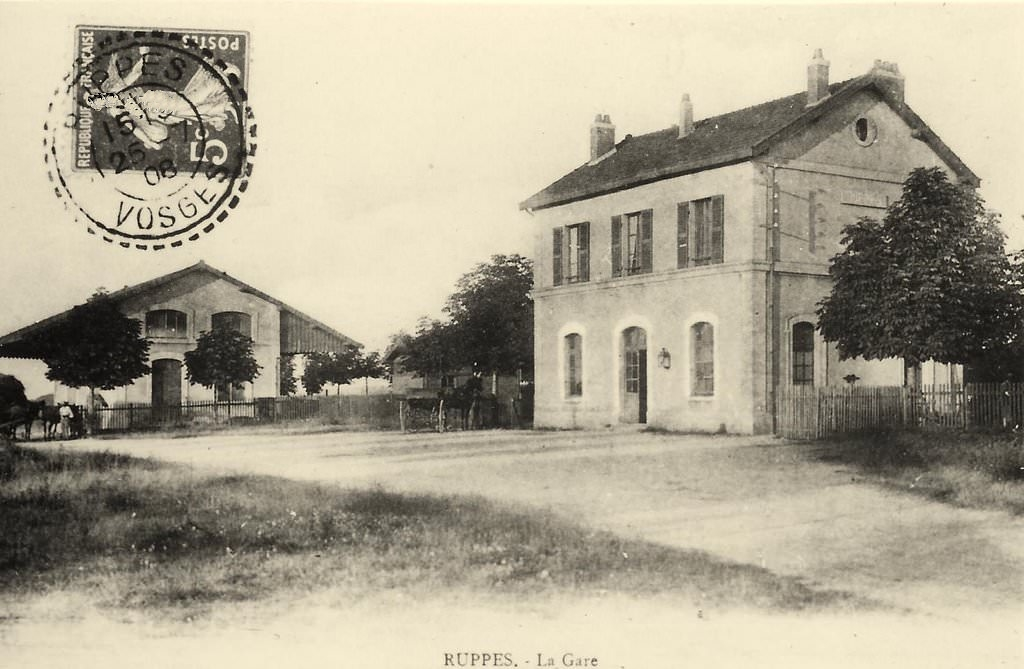
Carte poștală cu gara din Ruppes din jurul anului 1908.